# Marlon Matheus da Silva
Marlon Matheus da Silva (Duque de Caxias, Brasil, 24 de marzo de 1994) es un futbolista brasileño. Juega de mediocampista y su equipo actual es el Aalesunds FK de la Primera División de Noruega.

## Clubes
| Club             | País    | Año           | PJ | Goles |
| ---------------- | ------- | ------------- | -- | ----- |
| Tigres do Brasil | Brasil  | 2015          | 11 | 0     |
| Duque de Caxias  | Brasil  | 2015          | 4  | 1     |
| Aalesunds FK     | Noruega | 2015-presente | 21 | 0     |